# Yoshihiro Nishida
Yoshihiro Nishida (jap. 西田 吉洋, Nishida Yoshihiro; * 30. Januar 1973 in der Präfektur Ehime) ist ein ehemaliger japanischer Fußballspieler.

## Karriere
Nishida erlernte das Fußballspielen in der Schulmannschaft der Minamiuwa High School und der Universitätsmannschaft der Dōshisha-Universität. Seinen ersten Vertrag unterschrieb er 1995 bei Sanfrecce Hiroshima. Der Verein spielte in der höchsten Liga des Landes, der J1 League. 1996 wechselte er zum Ligakonkurrenten Kyoto Purple Sanga. Für den Verein absolvierte er 47 Erstligaspiele. 1998 wechselte er zum Ligakonkurrenten Avispa Fukuoka. Für den Verein absolvierte er 46 Erstligaspiele. 2000 wechselte er zum Ligakonkurrenten Verdy Kawasaki (heute: Tokyo Verdy). Für den Verein absolvierte er 41 Erstligaspiele. Im Juli 2002 wechselte er zum Ligakonkurrenten Consadole Sapporo. Am Ende der Saison 2002 stieg der Verein in die J2 League ab. Für den Verein absolvierte er 32 Spiele. Ende 2003 beendete er seine Karriere als Fußballspieler.

## Erfolge
Sanfrecce Hiroshima
- Kaiserpokal

Finalist: 1995